# SpaceX Crew-3
SpaceX Crew-3 var uppdragsbeteckningen för den fjärde bemannade rymdfärden med en Dragon 2-rymdfarkost från SpaceX. Farkosten sköts upp med en Falcon 9-raket från Kennedy Space Center LC-39A den 11 november 2021. Flygningens destination var den Internationella rymdstationen (ISS). Knappt ett dygn senare dockade farkosten med rymdstationen.
Flygningen transporterade Raja Chari, Thomas Marshburn, Kayla Barron och Matthias Maurer till och från rymdstationen.
Farkosten lämnade rymdstationen den 5 maj 2022, ett dygn senare återinträdde den i jordens atmosfär och landade i Mexikanska golfen.

## Besättning
| Befälhavare    | Raja Chari, NASA Hans första rymdfärd       |
| Pilot          | Thomas Marshburn, NASA Hans tredje rymdfärd |
| Flygingenjör 1 | Kayla Barron, NASA Hennes första rymdfärd   |
| Flygingenjör 2 | Matthias Maurer, ESA Hans första rymdfärd   |

## Backup
| Befälhavare    | Kjell N. Lindgren, NASA     |
| Pilot          | Robert Hines, NASA          |
| Flygingenjör 1 | Samantha Cristoforetti, ESA |
| Flygingenjör 2 | Stephanie D. Wilson, NASA   |